# Köpings landskommun, Västmanland
Köpings landskommun var en tidigare kommun i Västmanlands län. 

## Administrativ historik
Kommunen inrättades i Köpings socken i Åkerbo härad i Västmanland när 1862 års kommunalförordningar trädde i kraft den 1 januari 1863.
År 1919 inkorporerades den i dåvarande Köpings stad. Området tillhör sedan 1971 Köpings kommun.
Motsvarande församling, Köpings landsförsamling, gick året därpå upp i Köpings församling.